# Соловецьке братство

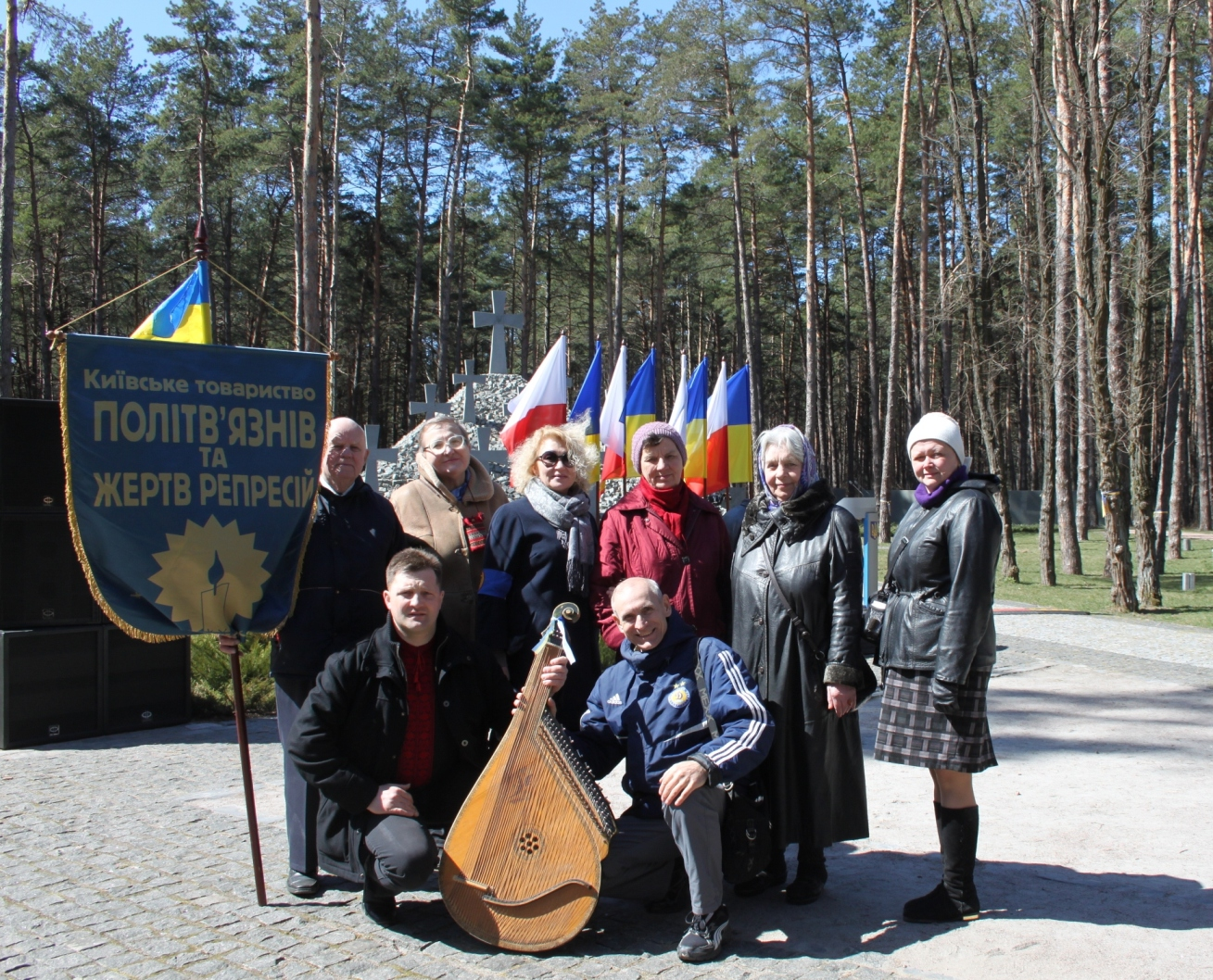
На меморіалі «Биківнянські могили» група представників «Соловецького братства».
У першому ряду (зліва направо): бандурист Віталій Мороз, письменник Сергій Шевченко (09.04.2015).
Фото Сергія Шевченка

Солове́цьке бра́тство (повна назва — Громадська організація «Міжнародне об'єднання „Соловецьке братство“») — зареєстрована в Україні 2015 року громадська організація, попередником якої від початку 2000-х років було неформальне Товариство «Українські Соловки».

## Історія
Наприкінці 1990-х в Україні утворилося неформальне об'єднання, основу якого становили особи, репресовані в СРСР і їхні родичі, просвітяни, громадські активісти, вчені, представники творчої інтелігенції та інші люди, які відвідали Соловецькі острови в Архангельській області Росії або меморіал в урочищі Сандармох (Карелія) з метою вшанування пам'яті жертв комуністичного терору. Організатором і керівником «соловецьких прощ» був киянин Василь Овсієнко — правозахисник, у минулому політв'язень, який згуртовував і залучав однодумців до участі в різноманітних акціях. Це, приміром, панахиди за розстріляним соловецьким етапом (щороку 27 жовтня біля пам'ятника Лесеві Курбасу в Києві на вулиці Прорізній), збирання пожертв на спорудження в Карелії Козацького хреста «Убієнним синам України» (2004) та ін. Після 2001-го неформальне об'єднання називалося Товариство «Українські Соловки» — від назви однойменної книжки, співавтор якої журналіст Сергій Шевченко 1997-го відвідав біломорський архіпелаг, а наступного літа — Сандармох, і опублікував збірник публіцистики «Українські Соловки» (К., 2001) та згодом не раз брав участь у поїздках-прощах як дослідник теми репресій.
У 2007 році Президент України Віктор Ющенко своїм Указом підтримав ініціативу громадськості (відповідні пропозиції подавали, зокрема, члени Товариства «Українські Соловки» Василь Овсієнко і Сергій Шевченко) щодо «організації Українським інститутом національної пам'яті із залученням Українського добровільного культурно-просвітницького правозахисного благодійного товариства „Меморіал“ ім. В. Стуса, Всеукраїнського товариства політичних в'язнів і репресованих, інших громадських організацій, які безпосередньо займаються вивченням проблем політичних репресій, заходів щодо забезпечення участі у серпні 2007 року та наступних роках української делегації у традиційних днях пам'яті на меморіальних місцях, пов'язаних із трагічними подіями масових політичних репресій 1937—1938 років, зокрема в урочищі Сандармох та на Соловецьких островах (Російська Федерація)». Відтоді кілька років поспіль соловецькі прощі відбувалися за державної підтримки.
У 2010—2013 роках, коли керівником делегацій української громадськості був Григорій Куценко, рівнобіжно набула вжитку також назва неформального об'єднання — «Соловецьке братство». На установчій конференції, що відбулася у Києві наприкінці 2014 року, делегати ухвалили заснувати однойменну громадську організацію. Співзасновником і головою її правління став активний учасник «соловецьких прощ» журналіст Георгій Лук'янчук. До складу правління увійшли Василь Овсієнко, Роман Круцик, Григорій Куценко, Наталія Осьмак, В'ячеслав Тимченко, Віталій Мороз, єпископ Вишгородський і Подільський Володимир (Черпак). Обрано також раду з активістів об'єднання — представників Київського товариства політв'язнів та жертв репресій, «Просвіти», відомих творчих особистостей та ін.

## Мета й завдання
Міжнародне об'єднання «Соловецьке братство», зареєстроване 17 березня 2015 року, ставить за мету відновлення національної історичної пам'яті, збереження й поширення через ЗМІ й окремі видання інформації про долі незаконно репресованих радянським тоталітарним режимом співвітчизників, про радянські концтабори, місця таємних розстрілів жертв комуністичної системи тощо.
«Соловецьке братство» тісно співпрацює з такими організаціями, як «Меморіал» імені Василя Стуса, Українська Гельсінська спілка, Товариство української культури «Калина» (Карелія, РФ) та ін.

## Діяльність
Традиційні прощі з Києва на Соловки, що регулярно проводилися від кінця 1990-х, тимчасово перервала розпочата Росією збройна агресія проти України 2014-го. У серпні того ж року й у 2015-му відбувалися прощі на території України (учасники відвідали меморіальні місця в столиці, на території Київщини, у Вінниці, Хмельницькому, Кам'янці-Подільському, Тернополі, урочищі Дем'янів Лаз під Івано-Франківськом та ін.). Дві представниці організації виїздили з Києва на Дні пам'яті в урочище Сандармох у серпні 2015-го. Члени «Соловецького братства» беруть участь у патріотичних заходах зі вшанування героїв Крут, Холодного Яру, Конотопської битви та ін., надають допомогу українським воякам (батальйон «Азов»), сільським бібліотекам.
З нагоди 80-х роковин Великого терору об'єднання «Соловецьке братство» організувало низку заходів пам'яті в Києві, зокрема й на підтримку інформаційної акції «Рік жертв Великого терору».
У час російсько-української війни проведено меморіальні заходи 26 жовтня 2022 року в Національній історичній бібліотеці України. Там презентовано книжково-журнальну виставку «Остання адреса Сандармох» з нагоди 85-х роковин трагічних подій 1937 року — розстрілів соловецьких в'язнів-українців. Відбулася також зустріч з учасниками соловецьких прощ, громадськими діячами, істориками, журналістами, представниками Київського товариства політичних в'язнів та жертв репресій, МГО «Соловецьке братство», Всеукраїнського «Меморіалу» ім. Василя Стуса, Українського інституту національної пам'яті, НІМЗ «Биківнянські могили», ВУТ «Просвіта» та ін., лунали українські пісні у виконанні хору «Гомін».

### Деякі публікації про соловецькі прощі
- Шевченко С. В. Козацький хрест в урочищі «Сандармох» // Архіпелаг особливого призначення. — К.: Фенікс, 2006. — С. 221—231. ISBN 966-651-327-7
- Шевченко С. В. Північні прощі // Розвіяні міфи. Історичні нариси і статті. — К.: Фенікс, 2010. — С. 253—272, I—XXXII. ISBN 978-966-651-458-8
- Гриць Гайовий. Проща. — Київ : Просвіта, 2012. — 123 с. ISBN 978-966-2133-79-0
- Шевченко С. В. Північні прощі // Соловецький реквієм. — К.: Експрес-Поліграф, 2013. — С. 487—508. ISBN 978-966-2530-59-9
- Богдан Теленько. Соловецький лабіринт. — Кам'янець-Подільський : ПП «Медобори-2006», 2014. — 192 с. ISBN 978-617-681-055-1